# Dysoxylum flavescens
Dysoxylum flavescens är en tvåhjärtbladig växtart som beskrevs av William Philip Hiern. Dysoxylum flavescens ingår i släktet Dysoxylum och familjen Meliaceae. Inga underarter finns listade i Catalogue of Life.